# Brevbomb

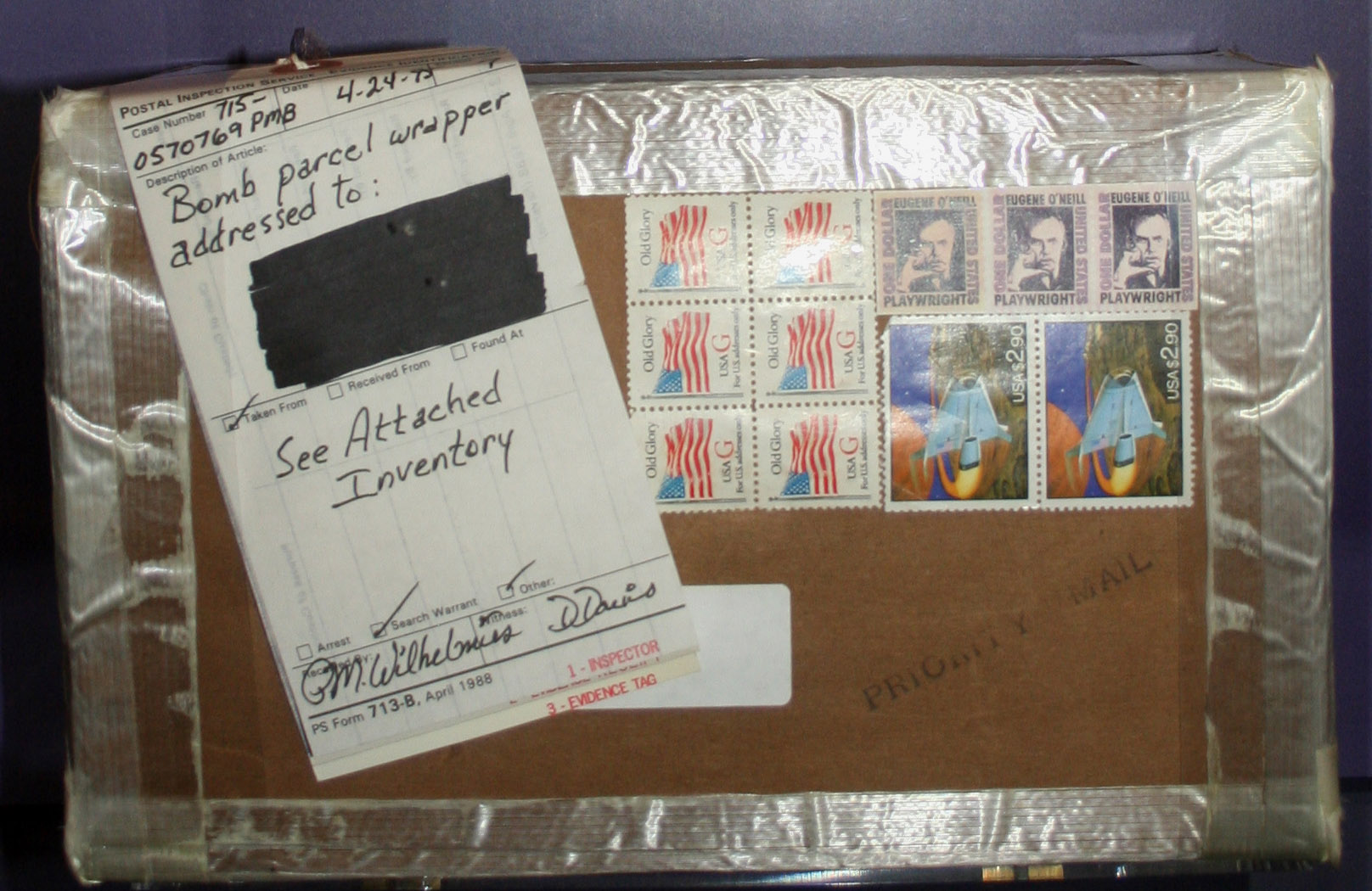
Brevbomb utställd på National Postal Museum.

En brevbomb är ett brev eller paket som innehåller sprängmedel. En brevbomb har i framförallt syftet att "det ska bli offentligt och att allmänheten ska bli oroad". Sedan åtminstone 1970-talet har brevbomber använts av terrorister. Det första dokumenterade fallet av en brevbombsattack utfördes av Martin Ekenberg, som den 19 augusti 1904 skickade ett paket med sprängmedel till VD:n Karl Fredrik Lundin.[källa behövs]